# Национальный акт о трансплантации органов 1984 года
Национальный акт о трансплантации органов — закон США, запрещающий продажу человеческих органов, а также предусматривающий создание Целевой группы по трансплантации органов. Данный акт уполномочил Министерство здравоохранения и социальных служб США предоставлять гранты на планирование, создание и начальную работу квалифицированных организаций по закупкам органов (ОПО), установил порядок формирования сети по закупкам и трансплантации органов, и научного регистра получателей трансплантации. Его спонсировали члены палаты представителей сенаторы Ал Гор (демократ, Теннесси) и Оррин Хэтч (республиканец, Юта). Утверждён 19 октября 1984 года, изменён в 1988 и 1990 годах.

## История
До Национального акта о трансплантации органов чётких определений в отношении прав собственности на человеческий труп не было. Вместо этого в США применялось «квази-право» на труп. Это означало, что родственники умершего могли решить, что с ним делать дальше: захоронить, кремировать и так далее. Это не давало им права собственности, они не могли продавать и сдавать части тела умершего в аренду.
Из-за нехватки органов и растущего спроса на трансплантацию, люди стали использовать другие пути для покупки органов вне стационара. Появился крупный рынок донорских органов. Г. Барри Джейкобс, глава компании Virginia, объявил в 1983 году новый план покупки и продажи человеческих органов на рынке. Согласно данному плану, цена на здоровые почки человека устанавливалась в диапазоне до 10 000 долларов плюс комиссионный сбор в размере от 2000 до 5000 долларов для Джейкобса. Национальный акт о трансплантации органов стал ответом на это предложение, поставив продажу человеческих органов в целях трансплантации вне закона.
В то время, когда был принят Национальный акт о трансплантации органов, уровень выживаемости пациентов после пересадки почек составлял 80 %. Новый препарат, циклоспорин, также увеличил выживаемость пациентов, перенесших трансплантацию печени, с 35 % до 70 % в первый год лечения. Это дало понять, что правительство осознает растущие потребность и дефицит органов.
НАТО (англ. NOTA) сделал незаконным компенсацию донорам органов, но не оплату других видов пожертвований (таких как плазма человека, сперматозоидов и яйцеклеток). Хотя костный мозг не является органом или компонентом органа, акт объявил донорство костного мозга вне закона. В то время, когда акт был принят, пересадка костного мозга была крайне болезненной и рискованной медицинской процедурой. Через несколько лет после того, как акт был принят, новая процедура (аферез) позволила извлекать клетки костного мозга при помощи нехирургической процедуры, подобной сдаче крови. В 2009 году юридическая компания «Институт правосудия» подала в суд, чтобы доноры могли получать компенсацию за предоставление костного мозга. Фирма утверждала, что появление афереза означает, что доноры, которые пожертвовали костный мозг через донорство крови, должны получать компенсацию. Организация предсказывала, что разрешение компенсации увеличит количество доступных доноров и заявила, что 3000 американцев умирают каждый год, ожидая подходящих доноров костного мозга. Критики утверждали, что предоставление компенсации может уменьшить количество пожертвований, увеличить риск заболеваний и привести к эксплуатации бедных слоёв населения. В декабре 2011 года Девятый окружной апелляционный суд единогласно постановил, что доноры, дающие костный мозг через аферез, имеют право на компенсацию.

## Разделы акта

### Раздел I — Целевая группа по закупкам и пересадке органов
В разделе I указывается, что министр здравоохранения и социальных служб создаёт Целевую группу по закупкам и трансплантации органов для регулирования того, как распределять органы скончавшихся доноров, кто получает трансплантацию, и исполнения служебных обязанностей. Эта группа состоит из 25 человек.
Обязанности Целевой группы включают:
- рассмотрение всех медицинских, правовых, этических, экономических и социальных вопросов, которые могут возникнуть в результате получения и трансплантации органов от умерших доноров.
- оценка иммунодепрессантов, используемых для предотвращения отторжения органов у пациентов с трансплантацией, включая безопасность, эффективность, затраты, страховые возмещения и обеспечение того, чтобы те, кто нуждается в этих препаратах, могли получить их.
- подготовка отчёта, включающего оценки государственных и частных усилий, направленных на получение органов умерших доноров, проблемы с получением этих органов, рекомендации по обучению и подготовке медицинских работников и просвещение широкой общественности.
- оценка эффективности и создание национального реестра умерших доноров человеческих органов.

### Раздел II — Деятельность по закупке органов
Раздел II учреждает Организации по пересадке органов (ОПО) для умерших трансплантатов органов. Эти ОПО предназначены для увеличения числа зарегистрированных умерших доноров человеческих органов, и когда такие доноры становятся доступными, такие организации координируют процесс донорства от донора к пациенту.
НАТО также учредил «Сеть по закупкам и трансплантации органов», организацию, в которую входят организации, занимающиеся трансплантацией органов, в первую очередь центры трансплантации. Сеть по закупкам и трансплантации органов в настоящее время находится в ведении частной некоммерческой организации «Объединённая сеть по распределению донорских органов» в Ричмонде, штат Вирджиния. Сеть по закупкам и трансплантации органов работает под управлением Администрации ресурсов и служб здравоохранения Министерства здравоохранения и социальных служб США.
В их обязанности входят:
- «Содействие процессу поиска и размещения донорских органов от умерших посредством использования компьютерной системы и полностью укомплектованного центра органов, работающего 24 часа в сутки».
- «Разработка политик и процедур на основе соглашения по восстановлению, распределению и транспортировке донорских органов».
- «Сбор и управление научными данными о донорстве и трансплантации органов».
- «Предоставление данных правительству, общественности, студентам, исследователям и Научному регистру получателей трансплантации для использования в продолжающихся поисках улучшений в области трансплантации».
- «Разработка и обслуживание безопасной компьютерной системы на базе сети Интернет, которая содержит список ожидания на пересадку органа от умершего донора и характеристики органа-реципиента / донора».

В акте также представлен научный Федеральный реестр всех получателей трансплантации органов. Этот реестр включает информацию о пациентах и процедуры трансплантации.

### Раздел III — Запрет на покупку органов
НАТО чётко устанавливает: «Неправомерно любым лицом приобретать, получать или иным образом передавать какой-либо человеческий орган, который может использоваться для трансплантации, если передача влияет на межгосударственную торговлю». За нарушение этого закона установлен штраф в размере 50 000 долл. США или до пяти лет лишения свободы или то и другое одновременно.

### Раздел IV — Прочее
НАТО создала «национальный реестр добровольных доноров костного мозга». Доноры в этом списке дали осознанное согласие и их имена остаются конфиденциальными. Этот реестр поддерживается секретарём здравоохранения и социальных служб.

## Поправки

### 1988
В поправке 1988 года к Национальному акту о трансплантации органов говорится об Организациях по пересадке органов и
Сети по закупкам и трансплантации органов, подробно представленных в разделе 2 НАТО (англ. NOTA).

### 1990
В поправке 1990 года к Национальному закону о трансплантации органов был представлен Федеральный реестр.

## Этика
Некоторые считают, что если трансплантация органов станет коммерческим процессом, то бедными и лишёнными гражданских прав будут манипулировать, чтобы они более охотно жертвовали свои органы. Проблема указания цены на части тела напоминает рабство и приравнивает целый класс населения к «людям низшей категории». Эти критики считают, что такое отношение бесчеловечно и неприемлемо.